# Pimpinella kassneri
Pimpinella kassneri är en flockblommig växtart som först beskrevs av H.Wolff, och fick sitt nu gällande namn av John Francis Michael Cannon. Pimpinella kassneri ingår i släktet bockrötter, och familjen flockblommiga växter. Inga underarter finns listade i Catalogue of Life.